# Josef Poll
Josef Poll (Grafentraubach, Baviera, 5 de setembre de 1873 - 1955) fou un compositor alemany.
Secretari episcopal de la mitra de Ratisbona, cambrer-secretari pontifici, va compondre música eclesiàstica i diversa de profana, especialment cants per a escoles. Cal mencionar:
- Mädchenliederbuch (1911), 8ª ed. 1922;
- Burschenliederbuch (1911), 8ª ed. 1920;
- Anleitung zur Eiterlun des Gesangsunterrichts (1912), 4a ed. 1924, etc.